# Ilesha
Ilesha eller Ilesa är en stad i delstaten Osun i Nigeria, cirka 100 kilometer nordöst om Ibadan. Staden har 277 900 invånare (2004). Här handlas med kakao och andra jordbruksvaror från trakten. Viktiga industrier är bland annat bryggerier och textilindustri. Ilesha är ett traditionellt centrum för yorubafolket, och en av de äldsta yorubabosättningarna. I staden finns en högskola.